# Campanula scouleri
Campanula scouleri es una especie de planta herbácea de la familia de las campanuláceas.  Es originaria de las montañas del oeste de América del Norte desde el norte de California hasta Alaska. 

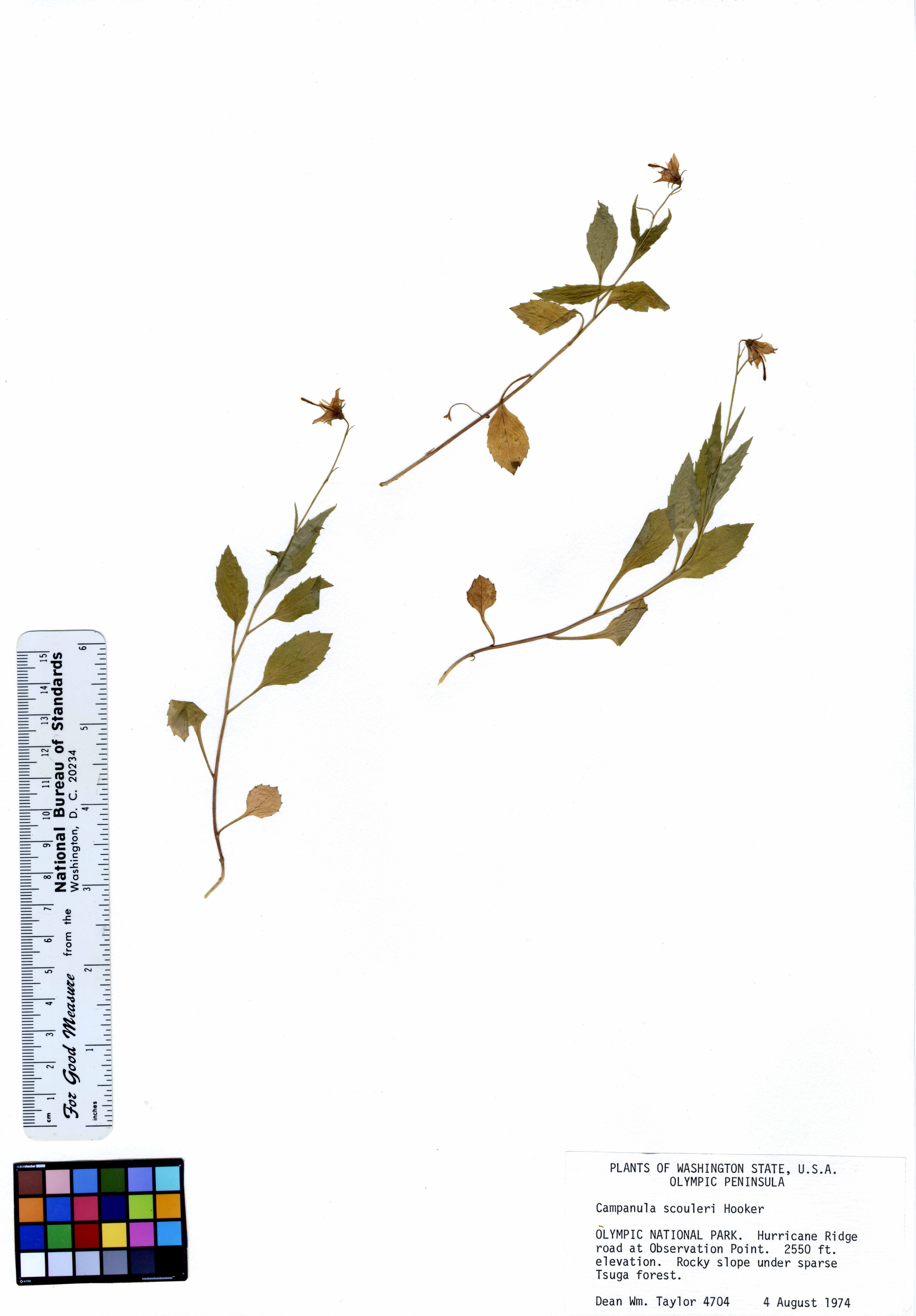
Detalle de la planta

## Descripción
Se trata de una planta herbácea rizomatosa y perennifolia que produce un tallo erecto o inclinado de 20 a 30 centímetros de largo. Las hojas son delgadas y coriáceas, en forma de lanza, y dentadas,  de 1 a 6 centímetros de largo y con peciolos alados. La flor de color azul pálido en forma de campana  tiene un gran corola con lóbulos rizados y, a veces casi tocándose. El estilo sobresale lejos del centro de la flor,  es de color azul y tiene hasta 1,5 centímetros de largo.

## Taxonomía
Campanula scouleri fue descrita por William Jackson Hooker ex Alphonse Pyramus de Candolle y publicado en Monographie des Campanulées 312. 1830.
Sinonimia
- Campanula scouleri var. glabra Hook.
- Campanula scouleri var. hirsutula Hook[2][3]